# Norra kronan
Norra kronan (Corona Borealis på latin) är en liten stjärnbild på norra stjärnhimlen. Den är en av 88 moderna stjärnbilder som listas av IAU, Internationella astronomiska unionen.

## Historik
Norra kronan var en av de 48 konstellationerna som listades av den grekiske astronomen Ptolemaios i hans samlingsverk Almagest.

## Mytologi
Kronan har en intressant historia. Hefaistos, smideskonstens gud, smidde den åt sin hustru Afrodite, kärlekens gudinna. Sedan gav Afrodite den till Amfitrite när hon gifte sig med Poseidon, havets gud. Amfitrite gav den i sin tur till hjälten Theseus som skulle ge den till den flicka som han ville göra till sin maka. När han träffade prinsessan Ariadne på Kreta gav han den till henne. Men efter att guden Dionysos hade tvingat Theseus att lämna Ariadne på ön Naxos så att han kunde gifta sig med henne i stället gjorde han kronan till en stjärnbild som en bröllopsgåva åt henne.
Hos Australiens aboriginer kallas stjärnbilden womera ("bumerangen") på grund av den kontur stjärnorna bildar.
De nordamerikanska cheyennerna kallade stjärnbilden “Lägercirkeln”, vilket åsyftade att de ordnade sina läger i en cirkel.
I kinesisk astronomi var Norra kronans stjärnor del I Tiān Shì Yuán (天市垣, ungefär “det himmelska marknadsområdet”)
I Polynesien kallades Norra kronan Te Hetu. På Tuamotuöarna kallades den Na Kaua-ki-tokerau. På Hawaii kallades den Kaua-mea och i Nya Zeeland Rangawhenua.

## Stjärnor

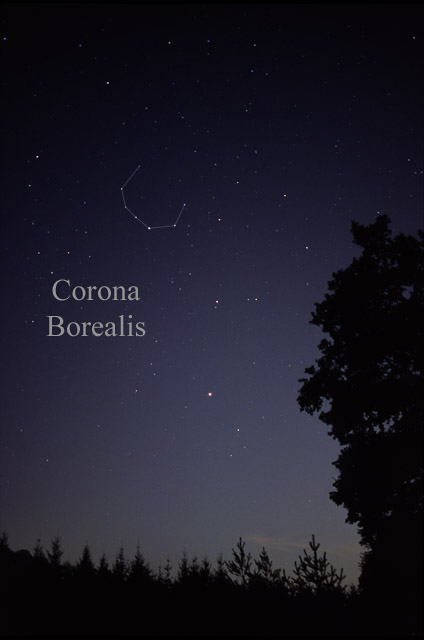
Stjärnbilden Norra Kronan (Corona Borealis) som den kan ses med blotta ögat.

Det här är de ljusaste stjärnorna i konstellationen.
- α - Alphecca (Alfa Coronae Borealis, Gemma) ingår i den rörliga stjärnhopen Collinder 285, en förmörkelsevariabel som varierar i magnitud 2,21 – 2,32.
- β - Nusakan (Beta Coronae Borealis) är en förmörkelsevariabel som varierar 3,65 – 3,72.
- γ - Gamma Coronae Borealis (Struve 1967) är en dvärg-cepheid som varierar 3,80 – 3,86.
- δ - Delta Coronae Borealis är en variabel som varierar 4,57 – 4,69.
- ε - Epsilon Coronae Borealis 4,13
- η - Eta Coronae Borealis 5,02
- ζ - Zeta Coronae Borealis 5,00
- θ - Theta Coronae Borealis 4,15
- κ - Kappa Coronae Borealis 4,82
- ι - Jota Coronae Borealis 4,98
- ρ - Rho Coronae Borealis 5,4
- τ - Tau Coronae Borealis 4,76

I Norra kronan finns två variabla stjärnor som varit föremål för särskilt intresse:
- T Coronae Borealis som är en rekurrent nova, som i modern tid haft två utbrott, 1866 och 1946.
- R Coronae Borealis som är en RCB-variabel, det vill säga har utbrott av förmörkelsekaraktär. Den har som variabeltypen säger blivit prototyp för den sällsynta variabeltypen.

## Djuprymdsobjekt

### Galaxhopar
- Abell 2065 ligger ungefär en grad sydväst om Beta Coronae Borealis. Galaxhopen ligger på drygt 1 miljard ljusårs avstånd och innehåller drygt 400 galaxer.[4]

## Landskapsstjärnbild
Norra kronan är Norrbottens landskapsstjärnbild.